# Exalphus foveatus
Exalphus foveatus är en skalbaggsart som först beskrevs av Luciane Marinoni och Martins 1978.  Exalphus foveatus ingår i släktet Exalphus och familjen långhorningar. Inga underarter finns listade i Catalogue of Life.